# Skirö AIK
Skirö AIK är en idrottsklubb i Skirö i Vetlanda kommun. Klubben bildades den 20 januari 1944 och är numera främst inriktad på bandy.

## Historik
Enligt klubbens protokollbok bildades Skirö AIK den 20 januari 1944. Men likt många andra idrottsföreningar i närheten är klubben egentligen äldre än vad den visar. Redan 1935 deltog Skirö AIK i en lokal pokalserie i bandy.
Skirö AIK mötte Ekenässjöns IF, Björköby IF, Landsbro IF, Kvillsfors IF och IFK Holsby. Det var sannolikt klubbens allra första medverkan i ett seriespel. 1929 var Olof Carlsén klubbens ordförande.
Uppgifter som framkommit under 2020 gjorde att årsmötet då beslöt att klubbens bildande år ska vara 1929 och inte 1944. Dock kom krigsåren emellan och idrottsverksamheten i Skirö förde en tynande tillvaro. 1944 ansågs det dags att blåsa nytt liv i klubben, men efter årsmötesbeslutet ska detta datum ses som en omstart av befintlig förening och inte som en nystart. I Vetlanda-Posten annonserades om en träff i skolan den 20 januari för alla idrottsintresserade skiröbor. Då hade man två veckor tidigare haft ett förberedande möte på Kafé Dahn.
Vid träffen i skolan bildades Skirö Allmänna Idrottsklubb ännu en gång. Man såg ingen anledning att ändra namnet.
Klubben har aldrig haft en egen klubbstuga eller landisbana. Från 1969 till början av 2000-talet hyrdes Ädelvallen av Ädelfors IF vintertid, och gräsmattan spolades då till bandybana. Den egna fotbollsplanen i Skirö var för liten och har för stark lutning och kunde aldrig användas för det ändamålet.
Redan den 20 januari 1945, ett år efter bildandet, noterade styrelsen behovet av en samlingslokal i Skirö. Nästa gång man diskuterade lokaler var 1948 då behovet av en materialbod vid Skirösjön uppstod. 1950 kunde man ta i bruk Alvar Jonssons före detta kolskjul vid kvarnen. Under efterföljande decennier gjordes flertalet försök till att bygga en klubbstuga, som dock inte lyckades.
Klubbens herrlag spelar sedan 2009 under namnet Skirö Nävelsjö BS. Klubben har i många år samarbetat med allsvenska Vetlanda BK och många av VBK:s juniorer spelar i Skirö AIK:s A-lag för att få matchträning.
Den 24 augusti 2016 meddelades att dambandylaget drar sig ur Sveriges högsta division på grund av spelarbrist.
Den 6 september 2017 meddelades att dambandylaget inför säsongen 2017/2018 återigen blivit klart för Sveriges högsta division, sedan Hammarby IF dragit sig ur på grund av spelarbrist.

### Fotnoter
1. ↑  Stewe Jonsson (1 april 2009). ”Allmän historik”. Skirö AIK. Arkiverad från originalet den 17 april 2016. https://web.archive.org/web/20160417031227/http://www2.idrottonline.se/SkiroAllmannaIK-Bandy/Historik/Allmanhistorik/. Läst 28 mars 2016.
2. 1 2 3 4 5  ”Skirö AIK | Om klubben”. www.skiroaik.se. https://www.skiroaik.se/About. Läst 8 oktober 2024.
3. ↑  Stewe Jonsson (28 maj 2009). ”Bandyhistorik”. Skirö AIK. Arkiverad från originalet den 17 april 2016. https://web.archive.org/web/20160417032829/http://www2.idrottonline.se/SkiroAllmannaIK-Bandy/Historik/Bandyhistorik/. Läst 1 april 2016.
4. ↑  ”Skirö drar sig ur bandyns elitserie”. Dagens nyheter. 24 augusti 2016. http://www.dn.se/sport/skiro-drar-sig-ur-bandyns-elitserie/. Läst 24 augusti 2016.
5. ↑  ”Skirö klart för elitserien” (på svenska). Vetlandaposten. 6 september 2017. Arkiverad från originalet den 9 september 2017. https://web.archive.org/web/20170909233411/https://www.vetlandaposten.se/article/efter-beslutet-skiro-klart-for-elitserien/. Läst 9 september 2017.